# Taiko no Tatsujin

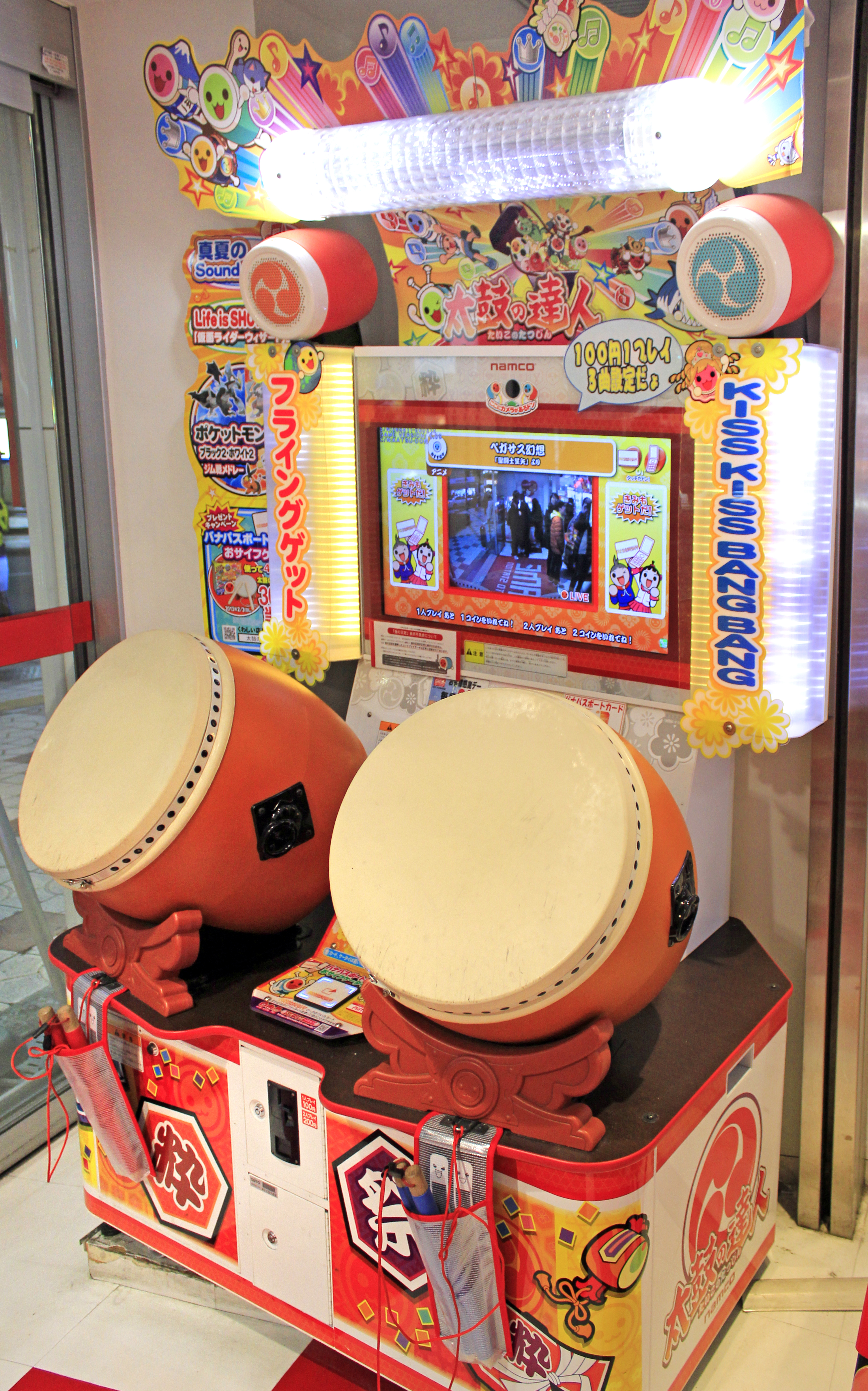
La recreativa.

Taiko no Tatsujin (太鼓の達人) es una serie de videojuegos musicales creados por Namco. La saga ha lanzado juegos para arcade, Nintendo DS, PlayStation 2, PlayStation Portable, PlayStation 4, Wii, Wii U, Nintendo 3DS, Advanced Pico Beena, telefonía móvil, Nintendo Switch, Xbox Series X|S y ordenadores usando Windows.
Ha habido muchas versiones del juego en Japón y una en América del Norte con el nombre de Taiko: Drum Master.

## Descripción general
El jugador utiliza un mando especial con forma de taiko para tocar las notas de la canción elegida que aparecen en la pantalla. En las versiones de PlayStation 2, Wii, Wii U y Nintendo Switch se puede jugar con un TaTaCon, un mando especial con forma de taiko. La versión de Nintendo DS utiliza la pantalla táctil interactiva como un tambor taiko.
Las versiones de Nintendo DS, y PlayStation Portable tienen la característica de poder jugar hasta cuatro jugadores de modo inalámbrico. En Japón las versiones de DS y 3DS venían con dos lápices especiales con forma de palos para tocar el taiko, uno en color rojo y otro en color azul.

### El juego
Unos iconos circulares rojos y azules se mueven horizontalmente a lo largo de una línea de tiempo, mostrando al jugador cuándo tiene que golpear el taiko. Los símbolos azules indican que el tambor hay que golpearlo en la llanta. El tambor se puede golpear por la parte derecha e izquierda. También hay símbolos grandes y pequeños. Cuando hay pequeños el tambor se puede golpear por cualquier parte mientras que para conseguir más puntos con los grandes se debe golpear los dos lados a la vez.
En la versión japonesa, hay subtítulos debajo de los símbolos que muestran la pronunciación del sonido (por ejemplo, "do don do don") utilizando un sistema tradicional llamado kuchi shoga (口唱歌).
Su aspecto puede parecer gracioso, pero en realidad el juego es bastante difícil: el jugador debe rellenar el 75% de la barra superior izquierda para poder conseguir terminar la canción "aprobada". Hay un modo de dificultad que no aparece al principio del juego llamado "Oni" (demonio) que es la dificultad máxima del juego. El juego también tiene una dificultad llamada "ura oni", que es una versión alternativa de la dificultad "oni", con "ura" significando "profundo", "debajo" o "dentro de la superfice", pero solo está disponible para algunas canciones específicas y dependiendo del juego, hay que tener conocimiento para poder desbloquear la dificultad. El juego tiene modificadores de velocidad y color de los símbolos, estos modos requieren bastante habilidad.
Tocar correctamente los símbolos acumula puntos en la barra superior, y si el medidor pasa un cierto punto de la barra, la canción se completa con éxito, pero si se fallan los puntos de la barra van bajando.

### Música
La versión japonesa incluye: J-Pop, Anime, música clásica occidental, música japonesa tradicional, videojuegos, originales de Bandai Namco y en versiones nuevas Vocaloid y Touhou Project. Además, en el último título para Nintendo DS destaca el tema «Thriller» como homenaje a Michael Jackson.

## Versiones
Arcade
- 太鼓の達人 (Taiko no Tatsujin) (febrero de 2001)
- 太鼓の達人2 (Taiko no Tatsujin 2) (agosto de 2001)
- 太鼓の達人3 (Taiko no Tatsujin 3) (marzo de 2002)
- 太鼓の達人4 (Taiko no Tatsujin 4) (diciembre de 2002)
- 太鼓の達人5 (Taiko no Tatsujin 5) (octubre de 2003)
- 太鼓の達人6 (Taiko no Tatsujin 6) (septiembre de 2004)
- 太鼓の達人7 (Taiko no Tatsujin 7) (septiembre de 2005)
- 太鼓の達人8 (Taiko no Tatsujin 8) (marzo de 2006)
- 太鼓の達人9 (Taiko no Tatsujin 9) (diciembre de 2006)
- 太鼓の達人10 (Taiko no Tatsujin 10) (septiembre de 2007)
- 太鼓の達人11 (Taiko no Tatsujin 11) (marzo de 2008)
- 太鼓之達人11 亞洲版 (Taiko no Tatsujin 11 Asian Version) (abril de 2008)
- 太鼓の達人12 (Taiko no Tatsujin 12) (diciembre de 2008)
- 太鼓の達人12 亞洲版 (Taiko no Tatsujin 12 Asian Version) (Junio de 2009)
- 太鼓の達人12 ド～ン!と増量版 (Taiko no Tatsujin 12 Don~! to Zoryoban) (julio de 2009)
- 太鼓の達人13 (Taiko no Tatsujin 13) (17 de diciembre de 2009)
- 太鼓の達人14 (Taiko no Tatsujin 14) (septiembre de 2010)
- 太鼓の達人 (Taiko no Tatsujin) (noviembre de 2011)
- 太鼓の達人 (Taiko no Tatsujin) (Versión 2012) (julio de 2012)
- 太鼓の達人 ソライロver. (Taiko no Tatsujin Sorairo Version) (marzo de 2013)
- 太鼓の達人 モモイロver. (Taiko no Tatsujin Momoiro Version) (diciembre de 2013)
- 太鼓の達人 (Taiko no Tatsujin International) (enero de 2014)
- Wadaiko Master (mayo de 2014)
- 太鼓の達人 キミドリver. (Taiko no Tatsujin Kimidori Version) (julio de 2014)
- 太鼓の達人 キミドリver. (Taiko no Tatsujin Kimidori Version International) (agosto de 2014)
- 太鼓の達人 ムラサキver. (Taiko no Tatsujin Murasaki Version) (Marzo de 2015)
- 太鼓の達人 ムラサキver. (Taiko no Tatsujin Murasaki Version International) (marzo de 2015)
- 太鼓の達人 ホワイトver. (Taiko no Tatsujin White Version) (diciembre de 2015)
- 太鼓の達人 ホワイトver. (Taiko no Tatsujin White Version International) (enero de 2016)
- 太鼓の達人 レッドver. (Taiko no Tatsujin Red Version) (julio de 2016)
- 太鼓の達人 レッド (ver. Taiko no Tatsujin Red Version International) (septiembre de 2016)
- 太鼓の達人 イエローver. (Taiko no Tatsujin Yellow Version) (marzo de 2017)
- 太鼓の達人 イエローver. (Taiko no Tatsujin Yellow Version International) (abril de 2017)
- 太鼓の達人 ブルーver. (Taiko no Tatsujin Blue Version) (marzo de 2018)
- 太鼓の達人 ブルーver. (Taiko no Tatsujin Blue Version International) (abril de 2018)
- 太鼓の達人 グリーンver. (Taiko no Tatsujin Green Version) (marzo de 2019)
- 太鼓の達人 ニジイロVer.(Taiko no Tatsujin Nijiiro Version) (marzo de 2020)

PlayStation 2
- 太鼓の達人 タタコンでドドンがドン(Taiko no Tatsujin: TaTaCon de DODON ga DON) (24 de octubre de 2002)
- 太鼓の達人 ドキッ! 新曲だらけの春祭り (Taiko no Tatsujin: DOKI! Shinkyoku Darake no Haru Matsuri) (27 de marzo de 2003)
- 太鼓の達人 あっぱれ三代目 (Taiko no Tatsujin: Appare Sandaime) (30 de octubre de 2003)
- 太鼓の達人 わくわくアニメ祭り (Taiko no Tatsujin: Waku Waku ANIME Matsuri) (18 de diciembre de 2003)
- 太鼓の達人 あつまれ! 祭りだ!! 四代目 (Taiko no Tatsujin: Atsumare! Matsuri da!! Yondaime) (22 de julio de 2004)
- 太鼓の達人 ゴー! ゴー! 五代目 (Taiko no Tatsujin: GO! GO! Godaime) (9 de diciembre de 2004)
- 太鼓の達人 TAIKO DRUM MASTER (Taiko no Tatsujin: TAIKO DRUM MASTER) (17 de marzo de 2005)
- 太鼓の達人 とびっきり! アニメスペシャル (Taiko no Tatsujin: Tobikkiri! ANIME SPECIAL) (4 de agosto de 2005)
- 太鼓の達人 わいわいハッピー! 六代目 (Taiko no Tatsujin: Wai Wai HAPPY Rokudaime) (8 de diciembre de 2005)
- 太鼓の達人 ドンカッ！と大盛り 七代目 (Taiko no Tatsujin: DOKA! to Oomori Nanadaime) (7 de diciembre de 2006)

PlayStation Portable
- 太鼓の達人 ぽ～たぶる (Taiko no Tatsujin: Portable) (4 de agosto de 2005)
- 太鼓の達人 ぽ～たぶる2 (Taiko no Tatsujin: Portable 2) (7 de septiembre de 2006)
- 太鼓の達人 ぽ～たぶるDX (Taiko no Tatsujin: Portable DX) (14 de julio de 2011)

PlayStation Vita
- 太鼓の達人 V バーション (Taiko no Tatsujin V Version) (9 de julio de 2015)

PlayStation 4
- 太鼓の達人ドラムセッション！(Taiko no Tatsujin Drum Session!) (26 de octubre de 2017, Japón)

Nintendo DS
- 太鼓の達人 DS タッチでドコドン (Taiko no Tatsujin DS Touch the Dokodon) (26 de julio de 2007)
- めっちゃ! 太鼓の達人DS 7つの島の大冒険 (Meccha! Taiko no Tatsujin DS: 7tsu no Shima no Daibouken) (24 de abril de 2008)
- 太鼓の達人 ＤＳ ドロロン！ヨーカイ大決戦!! (Taiko no Tatsujin DS Dororon! Yôkai Daikessen!!) (1 de julio de 2010)

Nintendo 3DS
- 太鼓の達人 ちびドラゴンと不思議なオーブ (Taiko no Tatsujin: Chibi Dragon to Fushigi na Orb) (12 de julio de 2012)
- 太鼓の達人 どんとかつの時空大冒険 (Taiko no Tatsujin: Don to Katsu no Jikū Daibōken) (26 de junio de 2014)
- 太鼓の達人 ドコドン！ミステリーアドベンチャー (Taiko no Tatsujin: Dokodon! Mystery Adventure) (16 de junio de 2016, Japón)

Wii
- 太鼓の達人 Wii (Taiko no Tatsujin Wii) (11 de diciembre de 2008)
- 太鼓の達人 Wii　ドドーンと2代目！ (Taiko no Tatsujin Wii: Do Don to 2 Daime) (19 de noviembre de 2009)
- 太鼓の達人Wii みんなでパーティ☆3代目！ (Taiko no Tatsujin Wii: Minna de Party 3 Daime) (2 de diciembre de 2010)
- 太鼓の達人 Wii 決定版 (Taiko no Tatsujin Wii: Kettei-Ban) (23 de noviembre de 2011)
- 太鼓の達人 超ごうか版 (Taiko no Tatsujin Súper Deluxe Edition) (29 de noviembre de 2012)

Wii U
- 太鼓の達人 Wii Uば～じょん！ (Taiko no Tatsujin: Wii U Version) (21 de noviembre de 2013, Japón)
- 太鼓の達人 特盛り！ (Taiko no Tatsujin: Tokumori!) (20 de noviembre de 2014, Japón)
- 太鼓の達人 あつめて★ともだち大作戦！ (Taiko no Tatsujin: Atsumete Tomodachi Daisakusen!) (21 de agosto de 2015, Japón)

Nintendo Switch
- 太鼓の達人ドラムンファン! (Taiko no Tatsujin Drum 'n' Fun!) (19 de julio de 2018 en Japón, 9 de agosto de 2018 en Asia y 2 de noviembre de 2018 en Norteamérica y Europa)
- 太鼓の達人 ドコどんRPGパック！(Taiko no Tatsujin: Rhythmic Adventure Pack) (26 de noviembre de 2020 en Japón y Asia, 3 de diciembre de 2020 en Norteamérica y Europa)
- 太鼓の達人 ドンダフルフェスティバル (Taiko no Tatsujin: Rhythm Festival) (22 de septiembre de 2022 en Japón y Asia, 23 de septiembre en Norteamérica y 14 de octubre de 2022 en Europa)

iOS
- 太鼓の達人 (Taiko no Tatsujin) (1 de febrero de 2010, solo en Japón)
- 太鼓の達人 2 (Taiko no Tatsujin 2) (2010, solo en Japón)
- 太鼓の達人 + (Taiko no Tatsujin +) (28 de mayo de 2010, solo en Japón y Hong Kong)
- 太鼓の達人 Pop Tap Beat (Taiko no Tatsujin Pop Tap Beat) (2 de abril de 2021, Apple Arcade)

Android
- 太鼓の達人 AR (Taiko no Tatsujin AR) (Solo en Japón)
- 太鼓の達人 AR 妖怪バトル (Taiko no Tatsujin Youkai Battle) (Primavera de 2011, solo en Japón)
- 太鼓の達人 + (Taiko no Tatsujin +) (Próximamente)

Advanced Pico Beena
- 太鼓の達人 (Taiko no Tatsujin) (2005)

Telefonía móvil
- 太鼓之達人 流行月租 (Taiko no Tatsujin Pop Monthly) (2 de enero de 2008, solo en Taiwán)
- 太鼓の達人 もばいる (Taiko no Tatsujin Mobile) (20 de marzo de 2008, solo en Japón)